# Edward Perceval Wright
Edward Percival Wright (1834, Donnybrook, Dublín - 1910) fue un cirujano oftalmólogo, profesor, botánico, y zoólogo irlandés.

## Familia, educación, carrera
Era el hijo mayor del abogado Edward Wright y de Charlott Wright. Edward fue educado por tutores privados, y aprendió Historia natural de George James Allman. Desde 1852 estudió en el Trinity College, graduándose de B.A. en 1857. En ese año fue curador del Museo Universitario del Trinity y, al año siguiente, 1858, profesor en Zoología, puesto que mantuvo por diez años. Al mismo tiempo, llevó a cabo estudios de medicina y daba conferencias en Botánica en la Facultad de Medicina del "Hospital Dr. Steevens, de Dublín; y obtuvo un M.A. (Universidad de Dublín) en 1859 y otro MA Ad eundem degree, por la Universidad de Oxford). Se doctoró M.D en 1862.
Wright luego estudió cirugía oftalmológica en Viena, París y en Berlín. Allí aprendió con Hermann Loew que era discípulo de Albrecht von Gräfe. Practicó esa profesión, tanto antes como después de convertirse en profesor de botánica del Trinity College, en 1869, hasta 1905, habiendo previamente sido asistente de William Henry Harvey. También obtuvo ser curador de su herbario.
En 1872, se casó con Emily Shaw, segunda hija del Coronel Ponsonby Shaw. La pareja no tuvo hijos.

## Expediciones científicas
Fue un viajero agraciado gastando muchas vacaciones recorriendo la mayoría del continente europeo, recogiendo especímenes de historia natural; y en 1867 pasó seis meses en las Seychelles haciendo grandes colecciones de la fauna y la flora. Algunos animales, como por ejemplo el tiburón ballena (Rhincodon typus) los estudió en profundidad.
Pasó la primavera de 1868 en Sicilia y en el otoño de ese año en el dragado de costas de Portugal. Se unió con Alexander Henry Haliday en su última expedición entomológica a Portugal y luego dos viajes de Historia natural a Sicilia, entonces poco conocido. "Tengo todavía una fuerte atracción por Sicilia y no era más que poner los pies en el suelo y respirar el aire de la misma". Haliday murió poco después del último viaje, y Wright se convirtió en su albacea entomológica después de veinte años de amistad.

## Historia natural y zoología
Wright tuvo muy variados intereses de historia natural y fundó en 1854 el Natural History Review que también editó. Contribuyó con artículos sobre avifauna irlandesa, hongos parásitos en insectos, moluscos colectados, helechos membranosos, la flora de las islas Aran, anémonas de mar, esponjas, babosas de mar. Y le siguieron más trabajos científicos.
En 1857, se unió a Alexander Henry Haliday en una excursión espeleológica a las Cuevas Mitchelstown en el Condado Galway para estudiar los insectos de cuevas. Una, Lipura wrightii fue nombrada por él. Con el Dr. Theophil Rudolf Studer reportaron corales (Alcyonaria) de la Expedición Challenger produciendo un artículo en 1889.
También en la década de 1850 un conjunto excepcional de anfibios fósiles del Pensilvánico (Carbonífero) (estos son muy raros y solo dos casos se conocen en el mundo) fueron descubiertos en yacimientos de carbón de Jarrow Colliery, Castlecomer. Y fueron descriptos por Wright con Thomas Henry Huxley.
Su investigación principal fue en zoología marina; así en el encuentro de Leeds de la Asociación Británica para el Avance de la Ciencia, en 1858, con Joseph Reay Greene, presentaron un informe sobre la fauna marina de las costas sur y oeste de Irlanda. Fue uno de los primeros científicos en la fauna de aguas profundas entre 800 a 900 m en la bahía Setúbal, de Portugal. También describió especies de copépodos Pennella en 1870, publicado en Esponjas de Irlanda en 1869 y sobre algas.
Falleció de un ataque al corazón en el Trinity College, el 2 de marzo de 1910, y se halla sepultado en el Mount Jerome Cemetery, Dublín.

## Algunas publicaciones
- 1855. Catalogue of British Mollusca. Natural History Review Society (Proceedings of Societies) 2: 69-85
- 1859. Notes on the Irish nudibranchiata. Natural History Review Society (Proceedings of Societies) 6: 86-88
- 1859, con Greene, J.R. Report on the marine fauna of the south and west coasts of Ireland. Report for the British Association for the Advancement of Science : 176-181
- 1860. Notes on the Irish nudibranchiata. Proceedings of the Natural History Society of Dublin 2: 135-137
- 1864. Traducción de F. C. Donders's The Pathogeny of Squint
- 1865. A modification of Liebreich's ophthalmoscope in ?
- 1865. Notes on Colias edusa. Proceedings of the Dublin Natural History Society 5: 7-8
- 1866, con Huxley, T. H. On a collection of fossils from the Jarrow Colliery, Kilkenny Geological Magazine, v. 3, p. 165-171
- 1867, con Huxley,T.H. On a Collection of Fossil Vertebrata from the Jarrow Colliery County Kilkenny Ireland. Transactions of the Royal Irish Academy Vol. 24 - Science
- 1867. Remarks on freshwater rhizopods Quarterly Journal of Microscopical Science, new ser., v. 7, p. 174-175
- 1868. Notes on the bats of the Seychelles group of islands. Annals and Magazine of Natural History
- 1868. Notes on Irish sponges. Proceedings of the Royal Irish Academy 10: 221-228
- 1870. Six months at the Seychelles. Spicilegia Zoologica, Dublin 1, 64–65
- 1872, traducción inglesa y revisión de Louis Figuier The ocean world. New York: D. Appleton. (Louis Figuier fue un prolífico escritor sobre temas científicos y tecnológicos para el público en general. Mucha de la información científica en las novelas de Jules Verne fue sacado de su trabajo. Las traducciones de Wright ganaron importantes royalties). 615 pp.
- 1875, traducción inglesa y revisión de Louis Figuier Mammalia, Their Various Forms and Habits Londres, Cassell & Co. Ltd. Reimpreso hasta 1892
- 1877. On a new genus and species of sponge Proceedings of the Royal Irish Academy, ser. 2, v. 2, p. 754-757, pl. 40
- 1889 with Studer, T. Report on the Alcyonaria -Voyage of H.M.S. Challenger Zoology 31, i–lxxvii + 314 pp.
- 1896 The herbarium of Trinity College, a retrospect Notes from the Botanical School of Trinity College, Dublin, 1, 1–14

## Honores
- 1883: galardonado con la medalla de oro Cunningham por la edición de Proceedings
- Secretario de la Dublin University Zoological and Botanical Association

Miembro de
- Royal Geological Society of Ireland
- Dublin Microscopical Club
- y presidente de la Royal Society of Antiquaries of Ireland (1900–02)
- Real Academia de Irlanda, en 1857

### Epónimos
El alga Cocconeopsis wrightii (O'Meara, 1867) se nombró en su honor.
- La abreviatura «E.P.Wright» se emplea para indicar a Edward Perceval Wright como autoridad en la descripción y clasificación científica de los vegetales.[1]

## Abreviatura (zoología)
La abreviatura Wright  se emplea para indicar a Edward Perceval Wright como autoridad en la descripción y taxonomía en zoología.